# Rhigioglossa obutundata
Rhigioglossa obutundata är en tvåvingeart som först beskrevs av H. Oldroyd 1957.  Rhigioglossa obutundata ingår i släktet Rhigioglossa och familjen bromsar. Inga underarter finns listade i Catalogue of Life.